# The Immortal (videojuego)
The Immortal (en español El inmortal) es un videojuego de aventura con vista isométrica creado originalmente para el Apple IIGS, que fue portado posteriormente a Amiga, Atari ST, DOS, NES y Sega Mega Drive. La trama principal gira en torno a un mago tratando de encontrar a su mentor en un laberinto con grandes peligros.
El juego es conocido por su alto grado de violencia gráfica (muy reducido en la versión de NES) junto con su dificultad para castigar. La música fue hecha por Rob Hubbard y Miguel Bartra.
El 7 de julio de 2020, Nintendo anunció que formará parte del catálogo del NES con la subscripción Nintendo Switch Online.

## Desarrollo
Will Harvey había comenzado el desarrollo de un juego de Apple II, que se llamará "Campaña", con la intención que sea un juego de rol multijugador en línea. Según cuenta la historia desarrollada, se convirtió en un juego de un solo jugador.
La historia del juego comienza con el jugador controlando un mago no identificado. En el primer cuarto, el jugador tiene la opción de ver la imagen del mentor del personaje, otro mago llamado Mordamir. Él está pidiendo que lo ayude más adelante en el laberinto, a pesar de que está tratando de comunicárselo a otro hombre llamado Dunric.
Los dos principales tipos de criaturas en la cárcel son los duendes y troles, que están en guerra unos con otros. Dependiendo de las acciones del jugador en las primeras etapas del juego, también es posible que el personaje principal forme una alianza con una de estas razas.
La mayor parte de la historia se revela a través de secuencias de sueño que se desencadenan cuando el personaje principal se acuesta en camas de paja colocadas por todo el laberinto. Finalmente se revela que Mordamir está luchando contra un dragón en la Fuente de la Juventud. La trama del juego sufre un giro cuando el personaje principal encuentra Dunric al haber sido atrapado por Mordamir. Al final, el protagonista se ve obligado a tomar una decisión sobre a quién ayudar, al Dragón o a Mordamir.

## Personajes
- Unnamed Hero: el mago aprendiz de Mordamir, que ha entrado en el laberinto en busca de su amo. Es capaz de lanzar hechizos y luchar con su espada.

- Mordamir: el mago maestro del héroe, que dice estar atrapado en el laberinto.

- Dunric: otro hombre enviado a rescatar a Mordamir. Está siendo torturado por los Troles. Él te ayuda, pero muere en el proceso.

- Anna: la hija de Dunric. Ayuda al héroe durante el juego y en un posible final tiene un interés amoroso por el Héroe.

- Ulindor: un hombre enviado para proteger el héroe.

- El Rey Goblin: aunque al principio es aparentemente hostil, si el personaje principal le ayuda, él le ayudará más adelante en el juego. El Rey Goblin muere, pero misteriosamente vuelve a la vida.

- El Norlac: un monstruo de agua, guardián de la compuerta.

- El Dragón: el enemigo final del nivel final.

## Jugabilidad
El juego tiene lugar en un laberinto de 7 u 8 niveles, dependiendo de la versión del juego. El jugador también recoge artículos, resuelve puzles y utiliza hechizos mágicos en forma de libros y pergaminos.
El combate en el juego se ofrece en forma una gran variedad de personajes. Al entrar en contacto con estos la vista isométrica (estándar) cambia a un zum en modo de dos dimensiones de batalla en tiempo real. El objetivo de batalla en tiempo real se limita a esquivar los ataques del oponente y atacarlo con el puñal o la espada. Si bien los hechizos como "bola de fuego" se pueden utilizar contra los enemigos en la vista isométrica, no se pueden utilizar una vez que el juego ha entrado en modo de combate.
Además de caminar, el personaje principal, en ciertos niveles, es capaz de volar en una alfombra mágica y remar a través del agua mientras está sentado en un barril flotante.
Anillo de Pascua: (opcional)
Se puede encontrar y pertenece a la hija de Dunric, Anna. Dándoselo a ella da al héroe una pista sobre cómo resolver el enigma final en el cuarto nivel, y esto altera el final del juego.
Todas las versiones de El Inmortal tienen un nivel secreto. En la versión para NES requiere que el jugador caiga a través de la trampa final en un cuarto lleno de puertas trampa sin haber utilizado un sensor que ayuda al jugador a saber la ubicación de estas puertas. Después de caer a través de la puerta de la trampa, el jugador debe seguir un largo pasillo antes de la reunión de representaciones digitales de varios de los diseñadores del juego. Uno de estos diseñadores, sobre la base de una broma, podría matar al jugador si no se presenta con el café. Si el jugador tine un objeto oculto denominado Cafetera en su poder el desarrollador en su lugar le dará el hechizo del mal olor corporal infinito.

## Recepción
El juego fue revisado en 1992 en Dragon # 178 por Hartley, Patricia, y Menores Kirk en "El papel de la Informática" de la columna. Los encuestados dieron el juego con 4 estrellas de 5.